# Un'ombra/I problemi del cuore
Un'ombra/I problemi del cuore è il centesimo singolo di Mina, pubblicato a ottobre del 1969 su vinile a 45 giri dall'etichetta privata dell'artista PDU e distribuito dalla Durium.

## Il disco
Il singolo, che esiste anche in versione per jukebox, anticipa l'album ...bugiardo più che mai... più incosciente che mai..., in cui sono inseriti entrambi i brani. Arrangiamenti, orchestra e direzione orchestrale sono di Augusto Martelli.
Il disco ottiene un discreto successo, arrivando al 9º posto nella classifica settimanale a febbraio del 1970. A fine anno sarà il 42° singolo più venduto.
Il singolo successivo Bugiardo e incosciente/Una mezza dozzina di rose, tratto dallo stesso album, raggiungerà la medesima posizione massima settimanale, risultando 49° nella classifica complessiva di quell'anno.
La versione cantata in spagnolo del brano I problemi del cuore, intitolata Los problemas del corazón, è contenuta nella raccolta Yo soy Mina del 2011.

## Tracce
Lato A
1. Un'ombra – 3:22 (testo: Paolo Limiti, Claudio Daiano – musica: Roberto Soffici; edizioni musicali Fono Film / PDU)

Lato B
1. I problemi del cuore – 3:44 (testo: Pino Massara, Claudio Daiano – musica: Pino Massara; edizioni musicali PDU)

## Formazione (parziale)
- Arragiamenti/direzione d'orchestra - Augusto Martelli
- Sax tenore/flauto - Johnny Sax
- Chitarra - Massimo Verardi
- Basso - Pino Presti
- Batteria - Rolando Ceragioli
- Tecnico del suono - Nuccio Rinaldis